# L'Archange Michel (icône)
L'Archange Michel (en russe : Архангел Михаил) est une icône du XIIIe siècle, originaire de la ville de Iaroslavl en Russie, représentant l'archange Saint Michel.

## Provenance
L'icône provient de Iaroslavl de l'église de l'Archange Michel près de la rivière Kotorosl. Église construite en 1216 par le grand-prince Constantin Vladimirski, et restaurée aux environs de 1300 par la princesse Anne, épouse du prince Théodore le Noir.
« Cette icône est remarquable par son ancienneté et ses particularités par rapport aux icônes de style similaire : la riza d'argent de l'archange ajoutée en 1808, sa couronne, son zertsolo argenté et doré, garni de pierres précieuses et de perles. »
— S. А. Serebrenikov, historien, 1851
Comme d'autres antiquités précieuses de Iaroslavl, durant les pillages post-révolutionnaires en Russie, elle a été enlevée et aboutit à la Galerie Tretiakov. Elle était relativement bien conservée malgré des pertes de peintures. Une nouvelle couche de gesso a été posée au bas et au-dessus de la planchette de bois.

## Description
L'icône de l'archange Michel représente son sujet « en gloire », triomphant. Il est en pied, entièrement de face, le visage pensif, sévère mais pas vraiment belliqueux. Son attitude rigide et frontale contraste avec la fraîcheur de son visage dont le fond ocre est relevé de touches rouges, de même que le cou. Il porte des vêtements impériaux : une longue dalmatique vermillon et une cape de vainqueur accrochée à ses larges épaules. Sur la poitrine, un loros décoré de pierres précieuses et de perles. Aux pieds, il porte des bottes rouges. Dans la main droite, il tient un sceptre rouge (mêrilo) à la pointe émaillée, et dans la main gauche un globe (zertsalo) avec l'image de Jésus-Christ Emmanuel (dont les contours sont les seuls éléments subsistants). Suivant Stanislav Maslenitsine, l'archange redresse fièrement les ailes, le visage éclairé par la flamme de la victoire. Sa grande nimbe d'or est décorée de croix dans des cercles.
Les coloris de l'icône, harmonie de rouge et de brun, font penser à ceux des fresques des églises du Nord-Est de la Russie kiévaine durant la première moitié du XIIIe siècle. L'image fait penser à certaines miniatures des Évangiles des années 1220 ou encore à la peinture des années 1230-1233 réalisée à la Cathédrale de la Nativité (Souzdal).